# 1888 a filmművészetben

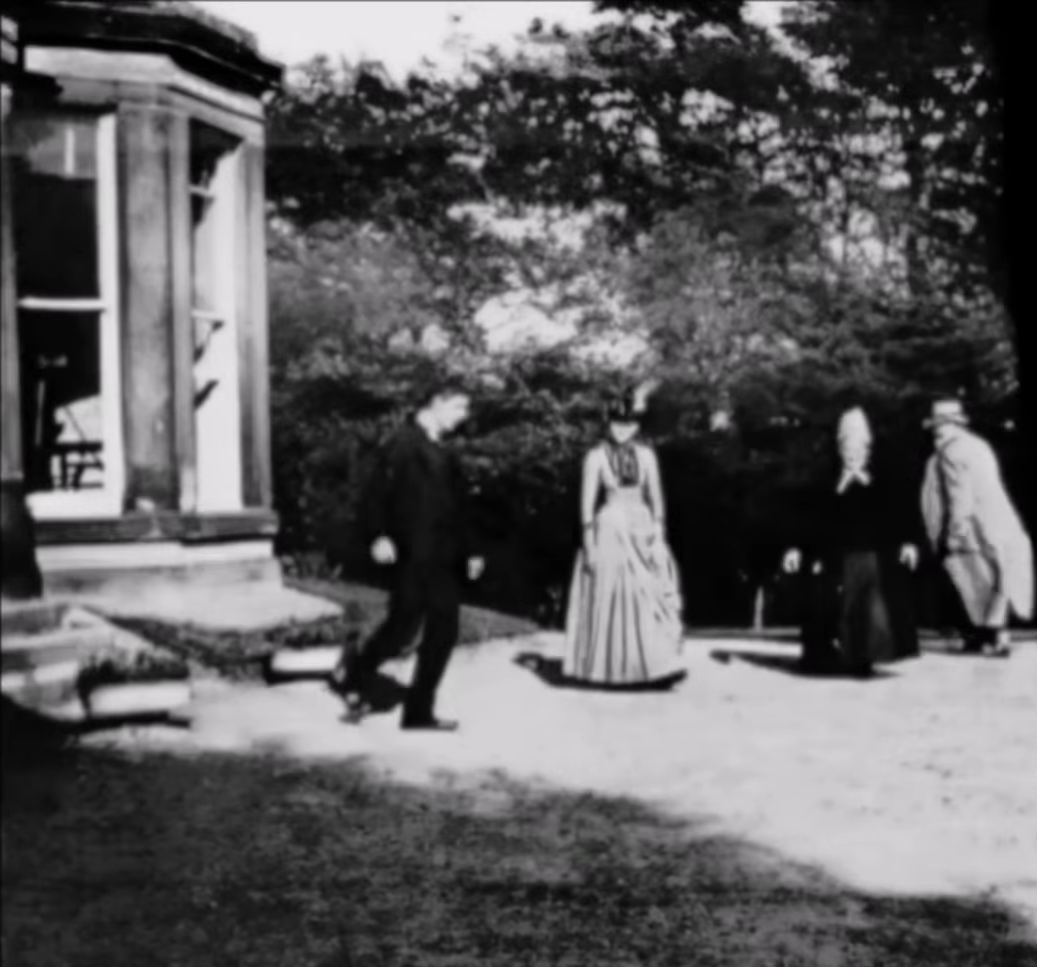
A Roundhayi kerti jelenet egyik kockája

1888 őszén készítette el Louis Aimé Augustin Le Prince a Roundhayi kerti jelenet címen ismertté vált felvételt, melyet a legrégebbi fennmaradt filmként tartanak számon.

## Filmek
- Roundhayi kerti jelenet r.: Louis Aimé Augustin Le Prince
- A Leeds hídján átmenő forgalom r.: Louis Aimé Augustin Le Prince
- A tangóharmonikás r.: Louis Aimé Augustin Le Prince

## Születések
- január 3. – George B. Seitz, amerikai rendező, író, színész és producer († 1944)
- január 3. – James Bridie, skót író († 1951)
- január 23. – Franklin Pangborn, amerikai színész († 1958)
- március 4. – Rafaela Ottiano, olasz származású amerikai színésznő († 1942)
- március 5. – Jules Furthman, amerikai író, rendező és producer († 1966)
- március 10. – Barry Fitzgerald, ír színész († 1961)
- március 30. – Anna Q. Nilsson, svéd születésű amerikai színésznő († 1974)
- április 11. – Donald Calthrop, angol színész († 1940)
- április 26. – Anita Loos, amerikai író és producer († 1981)
- április 27. – Florence La Badie, amerikai színésznő († 1917)
- május 3. – Beulah Bondi, amerikai színésznő († 1981)
- május 25. – Miles Malleson, angol színész és író († 1969)
- július 4. – Henry Armetta, olasz származású amerikai színész († 1945)
- július 16. – Percy Kilbride, amerikai színész († 1964)
- augusztus 14. – Robert Woolsey, színész († 1938)
- augusztus 17. – Monty Woolley, színész († 1963)
- szeptember 12. – Maurice Chevalier, francia színész és énekes († 1972)
- szeptember 25. – Hanna Ralph, német színésznő († 1978)
- szeptember 26. – Wally Patch, angol színész és író († 1970)
- október 1. – John E. Blakeley, angol producer, rendező és író († 1958)
- október 9. – Hank Patterson, amerikai színész († 1975)
- október 25. – Lester Cuneo, amerikai színész és producer († 1925)
- november 18. – Frances Marion, amerikai író, rendező, producer és színésznő († 1973)
- november 23. – Harpo Marx, amerikai színész és író († 1964)
- november 24. – Cathleen Nesbitt, angol színésznő († 1982)
- november 24. – Nagy Adorján magyar színész, rendező († 1956)
- november 26. – Francisco Canaro, uruguayi származású argentin zeneszerző, producer és színész († 1964)
- december 6. – Will Hay, angol színész, író és rendező († 1949)
- december 18. – Gladys Cooper, angol színésznő († 1971)
- december 22. – J. Arthur Rank, angol producer és író († 1972)
- december 27. – Thea von Harbou, német színésznő, író és rendező († 1954)
- december 28. – Friedrich Wilhelm Murnau, német rendező, író és producer († 1931)